# Gunnebo sommarspel
För andra betydelser, se Gunnebo (olika betydelser).
Teaterhusets Familjeteater är en teatertillställning som varje år anordnas nära Gunnebo slott i Mölndals kommun. Från 1993 har Teaterhuset i Mölndal stått som producent för de sommarspel som presenterats.
Det första sommarspelet på ängen Bôxerna i Gunneboskogen arrangerades av Kalejdoteatern 1991. Året därpå satte en grupp vänner, som alla var engagerade inom amatörteaterverksamheten i Mölndal och som kallade sig Teater Morgana, upp den interaktiva äventyrsvandringen Legendia. Sedan 2021 har Teaterhusets Familjeteater bytt spelplats och håller nu till på Delbancogatan 10 i Mölndal.

## Pjäser
- 1991 - Robin Hood
- 1992 - Legendia
- 1993 - Ronja Rövardotter
- 1994 - Emil i Lönneberga
- 1995 - Skattkammarön
- 1996 - Tjorven på Saltkråkan
- 1997 - Pippi Långstrump
- 1998 - Nalle Puh
- 1999 - Rasmus på luffen
- 2000 - Bamse, världens starkaste björn
- 2001 - Nya äventyr i Bamse-skogen
- 2002 - Morotsöra, skogens lille rädd(h)are
- 2003 - Fisen och trollen i Bortomskogen
- 2004 - Bamse, världens starkaste och snällaste björn
- 2005 - Bamse och hans vänner
- 2006 - Kotten - ett sagolikt äventyr
- 2007 - Tomten - en sommarsaga
- 2008 - Kotten & Lillmusen
- 2009 - Nyckelpigaligan  (i regi: Kjell Samuelsson, Angelica Jonsson)
- 2010 - Prins Liten och Trollprinsessan
- 2011 - Svingelskogen
- 2012 - Alice i Underlandet (i regi: Kjell Samuelsson)
- 2013 - GRIS - en grymt bra musikal (i regi: Kjell Samuelsson)
- 2014 - Cirkus Hallonen (i regi: Kjell Samuelsson)
- 2015 - Vid regnbågens slut (i regi: Kjell Samuelsson
- 2016 - RIMSALABIM (i regi: Kjell Samuelsson)
- 2017 - Halmlätt (i regi: Linda Smedberg)
- 2018 - Pettson och Findus (i regi: Kjell Samuelsson)
- 2019 - Pettson och Findus (i regi: Kjell Samuelsson)
- 2021 - Peter Pan (i regi: Elias Ehn)
- 2022 - Pelle Svanslös (i regi: Sara Samuelsson, Emeli Jansson)